# 莫納癒齒鯛
莫納癒齒鯛為輻鰭魚綱鱸形目鱸亞目癒齒鯛科的一種，為熱帶海水魚，分布於中西大西洋波多黎各海域，深度可達384公尺，體長可達8.6公分，棲息底中層水域，生活習性不明。

## 擴展閱讀
維基物種上的相關：莫納癒齒鯛